# Parque nacional y reserva Katmai
El Parque y Reserva nacional Katmai (en inglés Katmai National Park and Preserve) es un parque natural y reserva de los Estados Unidos ubicado en el sur de Alaska, conocido como el Valle de las diez mil fumarolas (Valley of Ten Thousand Smokes) habitado por osos grizzly. Juntos, el parque y la reserva, cubren un área de 16 564,09 km² aproximadamente el tamaño de Gales. La mayoría de este espacio es un área dedicada a la naturaleza y vida salvaje donde la caza está estrictamente prohibida, incluyendo más de 1 587 000 ha de territorio. El parque fue nombrado por el estratovolcán del monte Katmai. El parque está situado en la península de Alaska, en frente de la Isla de Kodiak, con las oficinas centrales ubicadas cerca de King Salmon, a unas 290 millas (466,7 km) al suroeste de Anchorage. Primeramente el área fue designada como monumento nacional en 1918 para proteger el área creada por la gran erupción volcánica de 1912 de Novarupta, la cual formó el Valle de las diez mil fumarolas con un flujo piroclástico de unos 100 km² y con 30 a 210 m. El parque cuenta con 18 volcanes individuales, siete de los cuales han estado activos desde 1900.
Después de su designación, el monumento fue muy poco desarrollado y visitado hasta la década de 1950. Inicialmente designado debido a su violenta actividad volcánica, el monumento y sus alrededores son ahora apreciados por su abundancia de salmones rojos, osos grizzly, que se alimentan de estos, y una gran variedad de vida silvestre y marina de Alaska. Después de una serie de expansión de frontera, el actual parque y reserva fue establecido en 1980 bajo la ley Alaska National Interest Lands Conservation Act.

## Geografía
Katmai se encuentra del lado del océano Pacífico de la península de Alaska, frente a la isla Kodiak en el estrecho de Shelikof. Las principales característica del parque son: su costa, la cordillera Aleutiana la cual cuenta con una cadena de quince volcanes que cruza la región sureste del parque y una serie de grandes lagos en la parte oeste del parque. El poblado significativo más cercano al parque es King Salmon, donde se encuentran las oficinas centrales, a unos 8,0 km bajo el río de Naknek en la entrada del parque. La autopista de la península de Alaska conecta el lago Naknek, el cual está cerca de la entrada del parque, a King Salmon continuando a la desembocadura del río en Naknek. La carretera no está conectada al sistema de autopistas de Alaska. El acceso al interior del parque es a través de bote por el lago Naknek. Hay otra carretera que va desde Brooks Camp hasta Three Forks, el cual tiene una vista del Valle de las diez mil fumarolas. La costa de 800 km va desde la entrada a la ensenada de Cook en la bahía Kamishak hasta el sur del cabo Kubugakali. Las montañas van del suroeste al noreste, unos 24 km tierra adentro.
El parque incluye el Santuario y Refugio McNeil River State Game en la bahía Kamishak. El río Alagnak, un río salvaje, se origina dentro de la reserva del lago Kukaklek. El río Naknek, que desemboca en la bahía de Bristol, nace dentro del parque. El parque colinda al sur con el Refugio Nacional de Vida Salvaje Becharof Becharof National Wildlife Refuge). El territorio del parque y reserva cuenta con 1 587 391 ha dentro del parque nacional, donde la caza recreativa y de subsistencia están prohibidas. 169 380 ha y son territorios preservados en donde la caza está permitida. Las especies más comúnmente cazadas son los osos grizzly, lo cual ha llevado a varios problemas debido a las pequeñas poblaciones preservadas que se asechan cerca de los límites del parque.

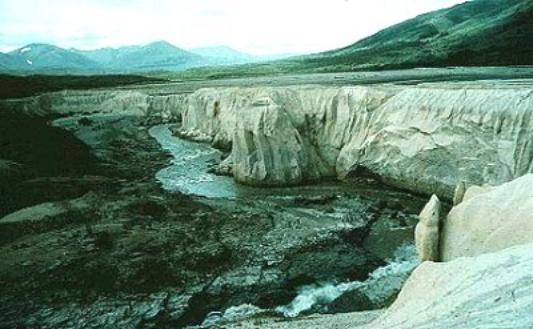
Depósito de flujo piroclástico en el Valle de las diez mil fumarolas.

Las rocas de la península de Alaska se encuentran divididas por la falla de Bruin Bay en rocas fósiles sedimentarias del periodo Jurásico y Cretácico en el este y rocas metamórficas e ígneas en el oeste. El batolito de granito de la cordillera Aleutiana se ha formado a través de estas rocas. La mayoría de las grandes montañas en el parque son de origen volcánico. El parque ha sido extensamente alterado por la glaciación, tanto en los territorios altos donde las montañas han sido esculpidas por glaciares, como en las tierras bajas donde los lagos han sido excavados. En el parque también se pueden encontrar llanuras y morrenas. Los tipos de suelo son muy variados, se puede encontrar suelos rocosos y volcánicos y varían de profundidad. Los suelos húmedos están formados por turba. A pesar de que en las tierras altas hay permafrost, este no se encuentra presente en niveles más bajos.
Dos provincias fisiográficas cubren el parque. La provincia Aleutiana está compuesta por la costa del Estrecho Shelikof, aproximadamente a 16 km a lo largo de la costa, la montaña Aleutiana y la zona Hudsoniana. Más lejos al este, la provincia Nushagak-Bristol Bay está separada de la zona Aleutiana por la falla de Bruin Bay, ocupando una pequeña esquina del parque.

### Volcanes

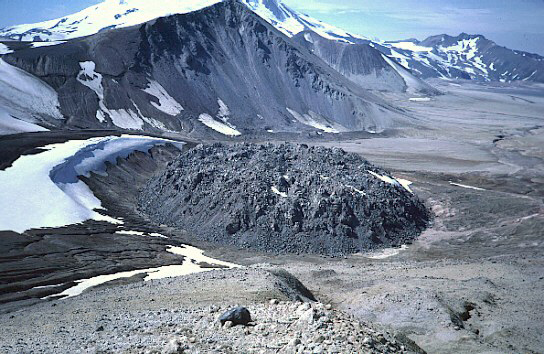
Domo de lava de Novarupta

Los volcanes activos que se encuentran dentro del parque son: monte Katmai, Novarupta, volcán Trident, monte Mageik, monte Martin y la montaña Fourpeaked. Otros volcanes que han hecho erupción en años recientes en términos geológicos son: monte Cerbero, montaña Failling, monte Grigggs, montaña Snowy, monte Denison, monte Kukak, Devils Desk, monte Kaguyak, monte Douglas y monte Kejulik. Martin y Mageik producen fumarolas que pueden ser vistas desde King Salmon, mientras que el volcán Tridente estuvo activo de 1957-1968.
El evento volcánico más significativo fue la erupción simultánea del monte Katmai y el volcán Novarupta en junio de 1912. La erupción de Novarupta produjo un flujo piroclástico que cubrió un valle cercano con cenizas de hasta 90 m de espesor. Al mismo tiempo, la cumbre del monte Katmai colapsó dentro de una caldera. Mientras los depósitos del valle se enfriaron, estos emitían vapor y fumarolas a través de las fisuras, por lo tanto recibió el nombre del Valle de las diez mil fumarolas. Dado que el calor se había disipado de los depósitos, los conductos de vapor habían disminuido y el valle se había erosionado. Hoy en día, los canales tienen cortes de hasta 30 m de profundidad y de 1,5 a 3,0 m de anchura. Katmai es un estratovolcán de 2047 m de altitud con una gran caldera en la cima. En la montaña se han originado múltiples glaciares y el que se encuentra dentro de la caldera es el único glaciar que se conoce que se haya formado dentro de una de estas. El fondo de la caldera se encuentra a 250 m debajo de la orilla del cráter del volcán. La montaña se encuentra sobre rocas sedimentarias del período Jurásico y sus componentes volcánicos tienen menos de 457 m de espesor. Además de la erupción de 1912, no ha ocurrido ninguna actividad significativa. Novarupta es descrito como un volcán de erupción pliniana con un conducto piroclástico y un cráter de 2000 metros de diámetro. Su única actividad registrada ha sido la erupción de 1912.

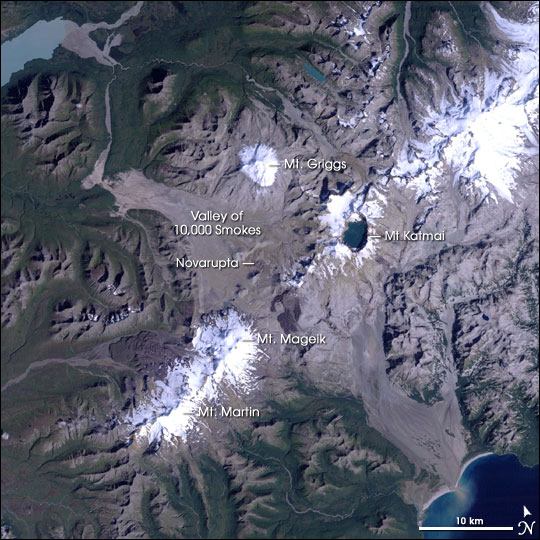
Imagen satelital del Valle de las diez mil fumarolas y el área adyacente.

El monte Trident es un complejo de tres estratovolcanes, el más alto con 1096 m de altitud y se yergue hasta 577 m sobre su base. Trident ha sido intermitentemente activo a lo largo de la historia, principalmente entre 1953 y 1974. Durante esos años aproximadamente 0,7 km³ de material fueron eruptados para formar un nuevo pico llamado Trident suroeste. Monte Martin tiene 1859 m de altitud y se encuentra en una cresta montañosa de 1400 m de altitud, cerca del monte Mageik. En su cima tiene un cráter de 300 m de diámetro, que produce fumarolas y dentro del cual se han llegado a formar lagos. Un gran flujo de lava se extiende desde la montaña hasta el Valle de Angle Creek´s, el cual tiene su parte superior cubierta por cinco kilómetros cúbicos de lava. Por parte de Martin no ha habido erupciones significativas, sin embargo la cima emite vapor y el volcán es el sitio de temblores. Mageik se encuentra sobre las mismas rocas sedimentarias que Martin. La estructura está compuesta por cuatro puntas, la más alta a 2164 m, y 3 picos secundarios. En el lado del pico más alto hay un cráter con un pequeño lago dentro y del cual salen fumarolas. Además de emitir vapor constantemente no ha habido actividad significativa recientemente pero hubo una gran avalancha de escombros en 1912, probablemente asociado con la erupción de Katmai la cual desprendió ente 0.05 y0,1 km³ de escombros. La montaña Fourpeaked es un estratovolcán con un conducto de ventilación en su cima. La mayor parte de los 2104 m de la montaña se encuentran cubiertos por el glaciar Fourpeaked. Fourpeaked produjo erupciones freáticas en septiembre de 2006.

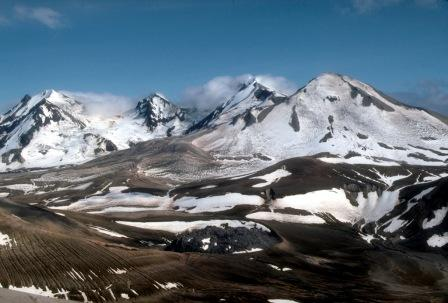
Monte Trident

El monte Griggs es un estratovolcán de 2317 m de altitud situado cerca de Novarupta y al noroeste de la línea de volcanes en Katmai. Esta montaña de parte superior plana tiene tres cráteres concéntricos, el más grande con una amplitud de 1500 m. La geoquímica de esta montaña es diferente a la de sus vecinas. Griggs tiene fumarolas sulfurosas activas. La montaña Snowy es un pequeño volcán de 2161 m de altitud y tiene diez glaciares cubriendo la mayor parte de su superficie. Aproximadamente, desde un tercio hasta la mitad de la montaña ha sido erosionada por la acción de los glaciares. El volcán cuenta con dos respiraderos a aproximadamente 4 kilómetros de distancia y fumarolas activas en su punta más alta. El monte Denison es un pico de 2318 m de altitud con cuatro respiraderos en la punta de tres glaciares, el punto más alto del parque. El monte Kukak es otro volcán cubierto de hielo de 2040 m de altitud. Tiene una gran fumarola cercana a la cima. Devils Desk es un estratovolcán muy erosionado de 1954 m de altitud. Kaguyak es un estratovolcán truncado por una caldera, como Katmai. El pico más alto es de 901 m con un cráter de 2,5 kilómetros de diámetro. Hay dos grandes domos dentro de la caldera y otros dos en los lados. El monte Douglas es un estratovolcán de 2140 m de altitud, el cual está densamente erosionado por el hielo y tiene un pequeño lago ácido en su cima. El monte Steller tiene 2271 m de altitud y está situado entre Kukak y Denison. Cuenta con un número desconocido de respiraderos, ya que el terreno está cubierto por nieve y hielo. Kejulik es un remanente de volcán erosionado de 1516 m de altitud. Ninguno de estos volcanes han exhibido actividad significativa en la historia.

## Actividades

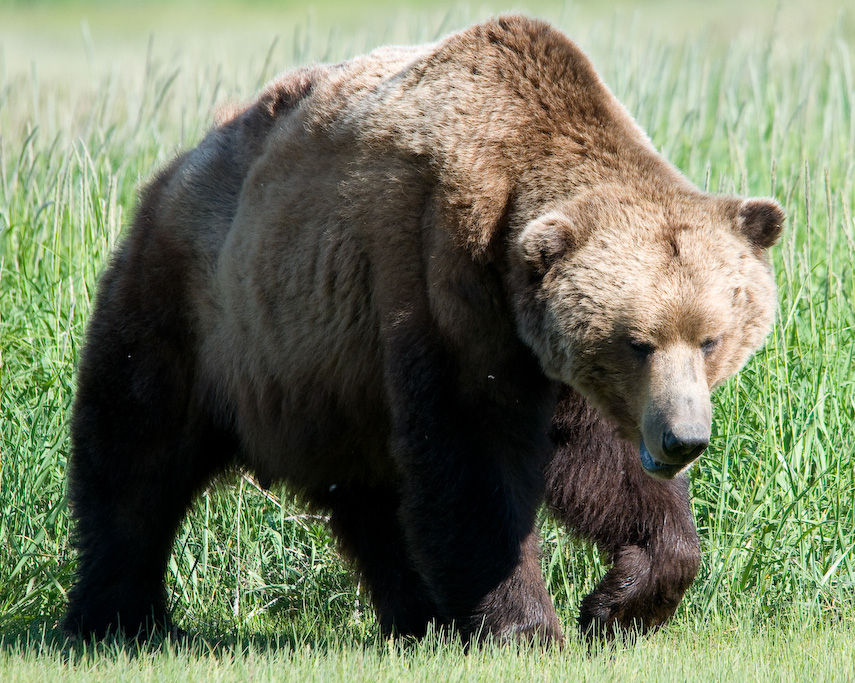
Un gran oso grizzly en la bahía de Hallo, parque nacional Katmai, Alaska

Las actividades en Katmai incluyen senderismo, acampar, esquiar, pescar, kayaking, paseos en barco y programas interpretativos.
Katmai es también muy conocido por los osos grizzly y los salmones, que atraen tanto a los osos como a las personas. Katmai cuenta con la población de osos grizzly protegidos más grande del mundo, estimada en cerca de 2200 osos. Usualmente los osos se congregan en las cascadas Brooks Falls cuando los salmones están desovando y muchos fotógrafos reconocidos acuden a la plataforma de visitantes a tomar fotografías. Comparado con otros ríos, los salmones llegan temprano a Brooks Falls. Entre 43 y 70 osos han sido documentados en las cascadas en julio y la misma cantidad de osos es vista en la parte baja del río en septiembre. Las áreas de la costa, tales como la bahías Hallo, Kukak, Kuliak, Kaflia, Geographic Harbor y Chiniak también albergan grandes densidades de osos a lo largo del año, debido a la disponibilidad de almejas y ciperáceas comestibles, como también de salmón y otros peces. Otros puntos donde se pueden encontrar osos incluyen la laguna Swikshak, el arroyo American, y dentro de la reserva, los arroyos Moraine y Funnel.

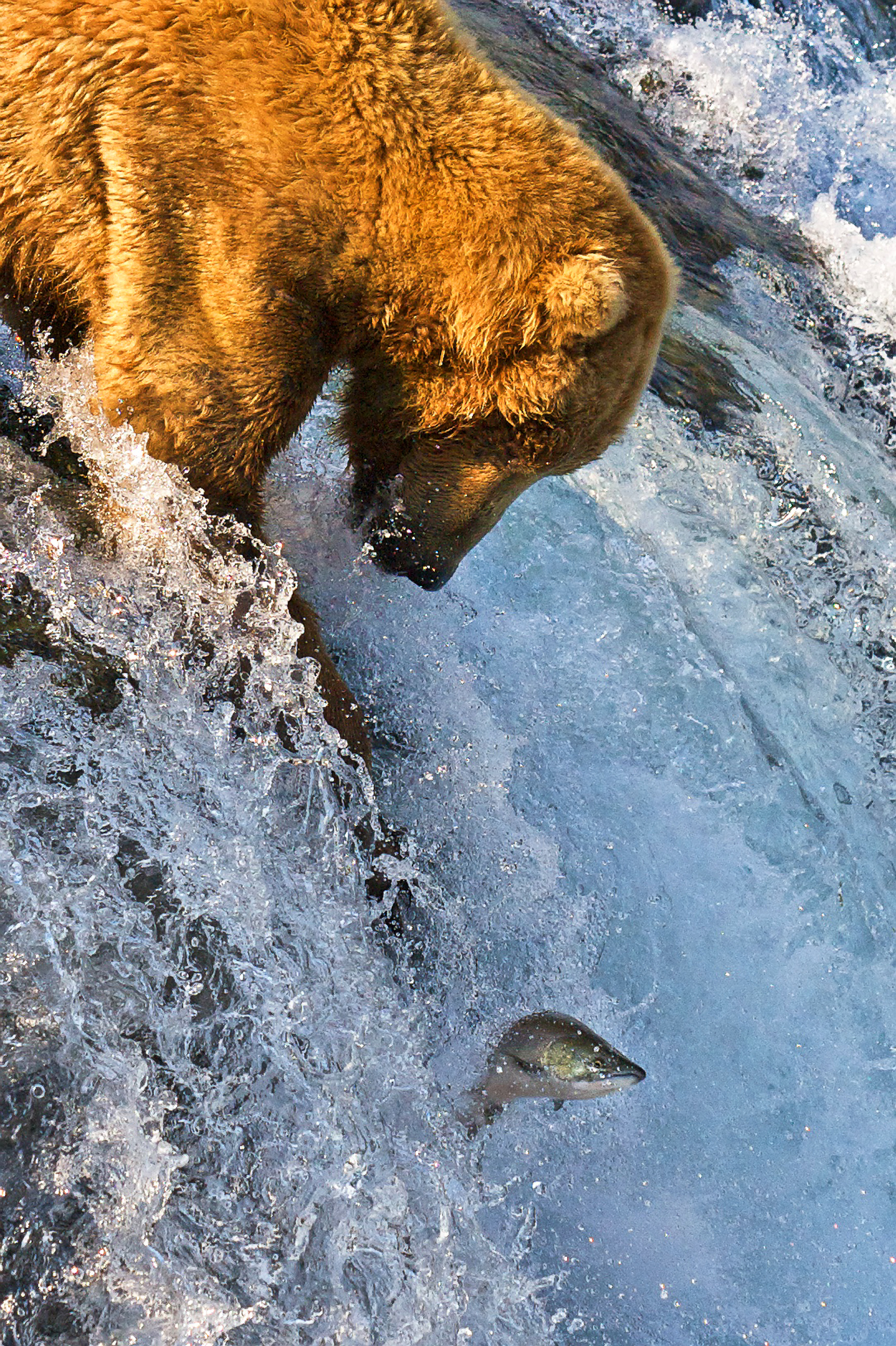
Oso grizzly pescando salmón en las cascadas Brooks, Alaska.

La gran mayoría de visitantes de Katmani, van a Brooks Camp, una de las únicas áreas desarrolladas dentro del parque y muy pocos visitantes se arriesgan a ir más allá de la plataforma para ver a los osos y las áreas contiguas a Brooks Camp. Los guardabosques del parque son muy cuidadosos para que los osos no puedan obtener comida humana o se confronten con ellos. Como resultado, los osos del parque Katmai no muestran temor o interés por los humanos, y dejan que las personas se acerquen a fotografiarlos mucho más cerca que osos en cualquier otro lugar. Unas nuevas webcams desarrolladas por NPS van a permitir a las personas ver a los osos de Brooks Campo directamente en sus computadoras o teléfonos inteligentes. Julio y septiembre son definitivamente los mejores meses para ver osos en el área de Brooks Camp.
Alojarse en cabañas también es una posibilidad en Katmai y hay varios lugares alrededor del parque donde se puede hacer esto, como por ejemplo Brooks Camp, Grosvenor Lodge, entre otros.

## Ecosistemas

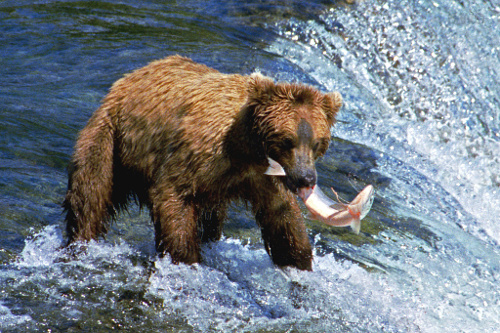
Bear catches salmon at Brooks Falls

El clima en Katmai es muy variable, aunque con altas posibilidades de llovizna y lluvia. Las temperaturas en verano son en promedio de 63 °F (17 °C) y en invierno varían entre −4 y 40 °F (−20 y 4 °C). El otoño suele ser más seco que el resto del año y puede haber días cálidos a lo largo del año. Las lluvias son más fuertes cerca de la costa, con hasta 60 pulgadas (150 cm) y más ligero hacia el este. El parque es hogar de 29 especies de mamíferos, 137 especies de aves, 24 especies de peces de agua dulce y cuatro especies de peces anádromos.
Además de los famosos osos grizzly, en Katmai también se pueden encontrar alces, lobos, castores, puercoespínes, martes y otros mamíferos. Animales marinos incluyen focas, leones marinos y nutrias de mar. De cetáceos se pueden encontrar belugas, orcas y ballenas grises. Durante los inviernos es posible que haya caribús dentro del parque.
Los peces más importantes dentro del parque son los salmones rojos, los cuales son laalimentación de osos, águilas calvas y otros animales. Los salmones entran al río Naknek desde la bahía de Bristol en los meses de junio y julio y desovan desde agosto hasta octubre.

## Historia

### Período pre contacto y arqueología
Se han encontrado artefactos pre históricos que tienen hasta 6,000 años de antigüedad cerca de la vieja villa de Katmai en la costa sur del parque. Se han encontrado sitios a lo largo de la costa, notablemente los de Kaguyak y Kukak, los cuales tenían ocupación poblacional en épocas antiguas. Algunos de estos sitios, incluyendo el "49 AF 3" cerca de Kanatak y el "49 MK 10", presentan evidencia clara de que fue habitado hasta la erupción de 1912, sin embargo, no han sido investigados con detenimiento. El distrito arqueológico Amalik Bay (Amalik Bay Archeological District) es una gran área con evidencia sobre las primeras actividades humanas en el área, con descubrimientos de hasta 7,000 años atrás.
Tierra adentro, el campamento Brooks es un sitio arqueológico significativo, listado en el Registro Nacional de Lugares Históricos en 1977 y fue designada Hito Histórico Nacional en 1993. Una villa sobre el río Savonoski que fue abandonada después de la erupción de 1912 está documentada como el "sitio de la vieja Savonoski", mientras que un distrito más extenso se encuentra cerca del río Grosvenor. El sitio "DIL-161" Se encuentra ubicado en el sitio de inflexión del río Alagnak y muestra evidencia de que fue habitada durante el primer milenio.

### Rusos y estadounidenses
Los rusos fueron los primeros europeos en llegar al área en números significativos, eran comerciantes de pieles. Se encontraron con los esquimales aglegmuit en la península del lado de la bahía de Bristol y a los esquimales koniag en el lado del estrecho de Shelikov. La villa de Katmai fue la única localización dentro del parque en la que los europeos vivieron a lo largo del siglo XIX, siempre fueron pocos habitantes. Durante los últimos años del siglo XIX se establecieron algunas aldeas en Severnosky y a lo largo de la costa en Douglas y Kukak. Comerciantes estadounidenses que operaban para la Compañía Comercial de Alaska (Alaska Commercial Company) tomaron el lugar de los rusos. Dado que las nutrias marinas se volvieron escasas, el comercio de los rusos disminuyó por lo que Katmai y Douglas fueron abandonados por estos a principios del siglo XX. Durante la década de 1890 la región se convirtió en una ruta de viajeros que iban a Nome, debido a la fiebre de oro. El escritor Rex Beach era uno de estos viajeros y escribió sobre la vida en Bristol Bay durante la época de salmones en su obraThe Silver Horde. Prospectos sobre el petróleo, oro y carbón recibieron atención por un breve periodo de tiempo, sin embargo, para 1912 esta atención había desaparecido.
Para el año 1898 había reportes sobre terremotos frecuentes en áreas cercanas al Paso de Katmai. Estos desastres naturales se intensificaron alrededor del primero de junio de 1912 e indujeron a los pocos residentes locales retirarse. Katmai y Novarupta eruptaron el 6 de junio con un estruendo que se escuchó hasta Fairbanks el cual está a 800 km de distancia y Juneau a 1210 km de distancia. Las grandes erupciones continuaron hasta el 7 de junio y comenzaron a declinar gradualmente a partir del 8 de junio. Las cenizas se acumularon con 15 a 30 cm de profundidad en Kodiak, y alcanzaron a caer en varias partes de Alaska, incluso llegaron hasta el estrecho de Puget. La neblina que se produjo fue notada por todo el mundo debido a que las temperaturas cayeron en el hemisferio norte durante la segunda mitad de 1912. Los reportes iniciales ubicaron en centro de la erupción en Katmai. Reportes posteriores especulaban sobre el rol de Katmai y fue hasta 1954 que se descubrió que Novarupta fue el centro volcánico principal. La región alrededor de las montañas, que recibió una gran cantidad de cenizas fue devastada.
La National Geographic Society patrocinó cinco expediciones a Katmai, comenzando en 1915 con un viaje a la isla de Kodiak y una corta estancia en el continente. La expedición, dirigida por Robert Fiske Griggs, un botánico inicialmente interesado en el estudio de la re colonización de las plantas. La próxima expedición de Griggs fue en 1916, en la cual descubrió el Valle de las diez mil fumarolas y al volcán Novarupta. La National Geographic Society, fascinada con los descubrimientos, financió una expedición grande en 1917 para realizar un estudio de la región. Los subsecuentes artículos publicados en la revista National Geographic dieron a conocer a la región ante el público y Griggs comenzó a advocar para la protección del área en el sistema de parques nacionales, apoyado por la National Geographic Society. En esos momentos, la legislación para establecer al Mount McKinley National Park (más tarde renombrado parque nacional y reserva Denali) estaba pendiente y la idea de hacer a Katmai un parque nacional fue discutida por el director del Servicio de Parques Nacionales Horace M. Albright y el presidente de la National Geographic Society Gilbert Hovey Grosvenor. Albright advirtió que era poco probable que la legislación de parque nacional fuera aprobada, por lo que sugirió que la región fuera protegida como monumento nacional por el presidente, usando la ley de Antigüedades de 1906. Después de negociaciones y de la expedición de 1918, se opinó que el Valle de las diez mil fumarolas era una característica permanente y la proclamación se preparó para proteger 1 080 000 acres (437 060,9 ha) alrededor del Monte Katmai y el valle. A pesar de que esto era únicamente un tercio de área del actual parque y reserva, aun así el monumento era la mitad del parque nacional de Yellowstone. El presidente Woodrow Wilson firmó la proclamación que convertía a Katmai en el Monumento Nacional Katmai el 24 de septiembre de 1918.

### Monumento nacional
La proclamación tuvo un pequeño efecto inmediato y hubo varias quejas de los oficiales territoriales. Una expedición de 1923 descubrió que la región tenía poco potencial para la explotación mineral. A principios de la década de 1920, los turistas eran unas pocas docenas. Al sitio no se le asignó personal para el parque, el cual estaba en teoría administrado por Mount McKinley. Para 1928 llegaron más visitantes. Entre ellos, el más prominente fue el padre Bernard R. Hubbard, un explorador de Alaska que ganó fama como el "sacerdote glaciar". Hubbard documentó al Valle de las diez mil fumarolas en cortas películas que mostraba en lecturas hasta los años de 1950. Al mismo tiempo, el servicio del parque se dio cuenta de que Katmai se encontraba entre las mejores hábitatas para osos grizzly en Alaska y que el monumento debería de ser extendido para protegerlos y a los prolíficos salmones. En 1931 el presidente Herbert Hoover emitió una proclamación que ampliaba el monumento a 2 697 590 acres (1 091 676,9 ha), es decir se duplicó el tamaño y se creó la unidad de servicio de parque más grande. Crucialmente, el monumento incluyó las cascadas de Brooks Camp, evadiendo áreas de la costa en las que se pensaba que había potenciales yacimientos de petróleo.
En 1937 finalmente se asignó un guardabosques a Katmai, secundado al monumento del Monte McKinley, pasando la mayor parte de junio intentando llegas y un día en el monumento antes de regresar a Mount McKinley. En 1939 el Servicio de Pesca y Vida Silvestre estableció un campamento en el lago Brooks, previamente explotando parte de las cascadas en 1921. El servicio del parque se comenzó a preocupar por las trampas ilegales dentro del monumento y le pidió apoyo a la Comisión de Pesca de Alaska (Alaska Fish and Game Commission) para que enviara guardabosques a patrullar el área. Muchos tamperos fueron aprehendidos y el personal del servicio del parque visitó el monumento, enviando de regreso reportes positivos sobre el paisaje y la vida silvestre. Estos reportes y esfuerzos para evitar la caza furitiva, llevaron a que nuevamente se hiciera un ajuste sobre los límites del monumento, los cuales esta vez incluyeron a las islas del Estrecho de Shelikof y Cook a 8,0 km del anterior borde. Esto fue firmado por el presidente Franklin D. Roosevelt el 4 de agosto de 1941 e incrementó el área del monumento por miles de acres.
La caza furtiva e ilegal se incrementó después de la Segunda Guerra Mundial. Al mismo tiempo, los intereses territoriales de Alaska buscaron separarse del estatus de monumento o reducirlo en tamaño para permitir la explotación minera y la pesca, ya que la actividad del Valle de las diez mil fumarolas había disminuido y el servicio del parque no había hecho esfuerzo alguno para atraer visitantes al monumento. Estas propuestas fueron rechazadas y en 1950 se asignó un guardabosques estacional a Katmai. William Nancarrow construyó un pequeño campamento en el río Brooks. Para mediados de 1950 el servicio del parque se embarcó en la Misión 66, un programa para lograr expandir el centro de visitantes. Katmai iba a recibir un cuartel general en King Salmon, un centro de visitantes en Valley Junction en el Valle de las diez mil fumarolas, estaciones de guardabosques, zonas de acampar, carreteras modestas y facilidades para construir muelles en los lagos. También se propuso construir una pista de aterrizaje en Brooks Camp. Esto no se logró, pero se construyó una carretera desde Brooks Camp hasta el valle. A principios de la década de 1960 se propuso la construcción de una carretera que recorrería la península a través del parque, conectándolo a King Salmon. El servicio del parque se opuso a esto. El terremoto de Alaska de 1964 detuvo la propuesta durante varios años, sin embargo volvió a surgir en 1968 con apoyo local. El servicio del parque se opuso a los planes, por lo que el proyecto de la carretera fue abandonado. Mientras tanto, se desarrollaron las facilidades para el cuartel general en King Salmon. En 1967 el estado de Alaska dejó a un lado el Santuario McNeil River State Game con 34 400 ha bajo la protección de salvaguardar las áreas de pesca de los osos en el río, las cuales se encuentran adyacentes a Katmai. El Santuario del McNeil River fue declarado National Natural Landmark en 1968. En la década de 1990 un refugio con 48 500 ha fue establecido al norte del santuario para proteger el lago Chenik, en el cual había bancos de peces que atraían a los osos. El refugio y santuario ampliado a 51 800 ha han permanecido cercanos a la caza, a pesar de un esfuerzo sin éxito en el 2005 por el gobernador Frank Murkowski y nuevamente en el 2007 por Sarah Palin. Recientemente ha habido propuestas para fusionar el santuario y refugio a Katmai.
Cuando George B. Hartzog, Jr. se convirtió en director del National Park Service en 1964, encargó un informe sobre las tierras públicas de Alaska, titulado Operation Great Land. El estudio identificó 39 sitios con potencial de convertirse en reservas o tierras de recreación, además se recomendó que Katmai fuera ampliado hacia el este y substancialmente hacia el norte. Los ajustes de fronteras fueron modificados para llevar a cabo una ampliación de 38 260 ha hacia el este, esto fue aprobado y firmado en 1968 por el presidente Lyndon B. Johnson, lo cual causó enojo en Alaska. En 1971 Katmai finalmente obtuvo un superintendente de tiempo completo. También, en 1971 el Congreso aprobó la ley Alaska Native Claims Settlement Act (ANCSA), la cual estableció un marco para dividir las tierras federales de Alaska. ANCSA estableció un calendario para declaraciones, retiros y designaciones, requiriendo que el servicio del parque creara un plan sobre futuras unidades del parque. El servicio del parque propuso adicionar al parque 33 000 000 acres (13 354 638 ha) de nuevos territorios, entre ellos una expansión para Katmai de 1 218 490 acres (493 105,8 ha). A través de los mediados de 1970 una gran variedad de propuestas fueron circuladas para la expansión de la designación de la vida salvaje. Al mismo tiempo se incrementaron las preocupaciones sobre la reducción de tierras para la caza deportiva y la caza de subsistencia practicada por los residentes locales. Para poder abordar estas preocupaciones, se propuso una legislación para crear territorios de reserva nacional que le darían protección a las tierras, sin embargo permitieran la caza regulada. Las primeras versiones de la ley Alaska National Interest Lands Conservation Act (ANILCA) propuso que Katmai fuera una combinación de áreas con estatus de parque nacional y otras de reserva. Esta legislación fue postergada por el Congreso en 1978. Dado que la fecha límite para la selección de tierras públicas estatales se estaba acercando, el presidente Jimmy Carter utilizó su autoridad bajo la ley de Antigüedades para ampliar Katmai con 554 400 ha para el primero de diciembre de 1978, la ampliación se llevó a cabo principalmente en el norte.

### Parque y reserva nacional
Tomó dos años más para que el Congreso finalmente actuara en una ley final ANILCA. El 2 de diciembre de 1980, la ley estableció el parque y peserva nacional Katmai con 1 037 000 acres (419 659,4 ha) de parque ampliado y 308 000 acres (124 643,3 ha) de reserva con 3 475 000 acres (1 406 283,9 ha) de tierras salvajes y de naturaleza dentro del parque nacional, donde cualquier tipo de caza está prohibida. A diferencia de la mayoría de los parques ANILCA, la legislación de Katmai no concedió acceso al parque nacional para la caza de subsistencia, únicamente a la reserva. La caza deportiva y de subsistencia están prohibidas dentro del parque nacional Katmai, sin embargo están permitidas dentro de la reserva.

### Derrame de petróleo delExxon Valdez
El derrame de petróleo de la compañía Exxon Valdez en Prince William Sound el 24 de marzo de 1989, produjo una contaminación extensa en la costa de Katmai. Para principios de abril el petróleo había llegado hasta el parque nacional de los fiordos de Kenai. El petróleo derramado llegó a Cape Douglas en Katmai el 26 de abril y a lugares al sur en la semana próxima. A principios de mayo, una variedad de barcos removedores de petróleo se encontraban trabajando en el Estrecho de Shelikof, sin embargo el 90% de la costa de Katmai estaba contaminada por petróleo. Las áreas más afectadas fueron el cabo Cjiniak, la laguna Chiniak, la playa de Hallo Bay y su laguna, cabo Gull, la bahía Kaflia y cabo Douglas. Se estima que aproximadamente 8400 aves murieron debido al derrame. El trabajo por limpiar la costa continuó en 1990 y continuó hasta 1991, con pequeños esfuerzos para quitar lo último de petróleo.

### Administración
El superintendente de Katmai es también responsable del monumento nacional y Reserva de Aniakchak y del Río Alagnak.